# Изгарышев, Николай Алексеевич
Николай Алексеевич Изга́рышев (1884—1956) — советский электрохимик. Член-корреспондент АН СССР. Лауреат Сталинской премии. Открыл явление пассивности металлов в неводных электролитах.

## Биография
Родился 4 (16) ноября 1884 года в Москве в семье одного из директоров крупной чаеторговой фирмы А. Н. Изгарышева. Окончил с золотой медалью 4-ю московскую гимназию — в 1903 году; и, с дипломом 1-й степени, естественное отделение физико-математического факультета Московского университета — в 1908 году. Под руководством профессора Н. Д. Зелинского и приват-доцента Н. А. Шилова выполнил экспериментальную работу, результаты которой были изложены в статье «Константы электролитической диссоциации циклопарафиновых кислот», опубликованной в журнале Русского физико-химического общества в 1908. Был оставлен для приготовления к профессорскому званию при кафедре органической и аналитической химии, которую возглавлял Н. Д. Зелинский. В 1909 году был командирован для научной работы в Электрохимический институт Ф. Габера (Карлсруэ). В 1909—1911 годах руководил практическими занятиями студентов по качественному и количественному анализу.
В 1911 году в числе большой группы преподавателей (В. И. Вернадский, Н. Д. Зелинский, В. П. Кравец, С. С. Намёткин, А. В. Раковский, А. Н. Реформатский, Н. А. Шилов, А. Е. Чичибабин и др.) покинул Московский университет в знак протеста против реакционной политики правительства в сфере народного образования. В 1912 году по приглашению Н. А. Шилова начал работать лаборантом в Московском коммерческом институте (ныне РЭУ имени Г. В. Плеханова). В 1915 году Н. А. Изгарышев защитил в Киевском университете магистерскую диссертацию на степень магистра химии «Исследования в области электродных процессов», посвященную изучению электрохимического поведения металлов в неводных растворителях как в условиях равновесия, так и при электролизе, и начал читать в Московском коммерческом институте курс «Избранные главы технической электрохимии»; спустя два года стал экстраординарным профессором физической химии. Читал курсы неорганической химии, теории химического анализа, физической химии, теоретической и технической электрохимии, химического сопротивления материалов. В 1919—1929 годах Изгарышев был деканом технического факультета института, в 1925—1929 годах — проректором по учебной работе.
В 1929—1931 годах работал заместителем директора по научной работе Института прикладной минералогии, а в 1931—1932 — Гинцветмета. В 1923—1932 годах Н. А. Изгарышев заведовал кафедрой физической химии МВТУ имени Н. Э. Баумана; в 1932—1938 годах — начальник кафедры физической химии Военно-химической академии РККА; в 1938—1947 годах — начальник кафедры физической и коллоидной химии Артиллерийской академии РККА им. Ф. Э. Дзержинского. В 1944 году был приглашён заведовать кафедрой электрохимии МХТИ, где проработал до своей смерти. Также работал в Московском институте путей сообщения (1915—1917), Горной академии (с 1924 г.), Гиредмете, Коллоидно-электрохимическом институте АН СССР.
Доктор химических наук (1934; без защиты диссертации). Член-корреспондент АН СССР (1939).
Умер 21 марта 1956 года. Похоронен в Москве на Новодевичьем кладбище (участок № 4).

## Научные интересы
Научные исследования Н. А. Изгарышева были направлены, в основном, на изучение коррозии металлов и развитие теории гальванических элементов. В период 1915—1926 годов он исследовал природу электродных процессов. Развил гидратную теорию возникновения электродвижущей силы (эдс), согласно которой эдс определяется сольвитацией ионов и работой отрыва электрона от металла, а не электролитической упругостью растворения, как считали до этого; показал (1924), что электродные процессы зависят от скорости образования и распада сольватных соединений. Исследования в период 1921—1929 годов привели к открытию «эффекта Изгарышева», заключающегося в изменении поляризации при введении в раствор «посторонних» электролитов, не принимающих прямого участия в электродных реакциях.
Изгарышев открыл явление пассивности некоторых металлов в неводных электролитах и показал, что пассивирующими плёнками могут быть, кроме окислов, и другие соединения (1933—1952). Открыл и изучил (1938—1951) явление парометаллизации черных металлов парами солей других металлов; эти реакции стали применяться для хромирования и при других термохимических методах защиты металлов и сплавов от коррозии.
Н. А. Изгарышев впервые в СССР внедрил (совместно с Н. Т. Кудрявцевым) технологический процесс нанесения высококачественных цинковых покрытий; исследовал условия получения чистой сурьмы из её сульфидных концентратов; нанесение защитного анодного покрытия из диоксида свинца; электролитическое рафинирование олова; получение чистого лития из расплавленных сред, чистого титана из титанового железняка, свинца и цинка из их сульфидов. Совместно с Н. Т. Кудрявцевым он также разработал электрохимическую технологию получения металлических порошков для металлургической, химической и других отраслей промышленности.

## Награды и премии
- орден Ленина
- четыре ордена Трудового Красного Знамени (в т.ч. 16.11.1944; 10.06.1945)
- орден «Знак Почёта»
- медали
- Сталинская премия третьей степени (1949) — за исследования электродных процессов и разработку электролитных методов получения порошков металлов
- Малая премия имени А. М. Бутлерова (1917; Русское физико-химическое общество) — за работу «О пассивности металлов»

## Основные труды
- Болезни металлов и средства их сохранения. — 1922.
- Современная теория растворов. — 1924.
- Химическая термодинамика. — 1927.
- Электрохимия в металлургии и электрохимической промышленности. — М., 1928
- Электрохимия и её техническое применение. — Л.: НХТИ, 1929. — 412 с.
- Электрохимия цветных и благородных металлов. — М., 1933.
- Курс теоретической электрохимии. — М.-Л.: Госхимиздат, 1951. — 504 с. (совместно с С. В. Горбачевым)
- Очерки физической химии порохов. — М., 1947.